# Véronique Paulus de Châtelet
Véronique Paulus de Châtelet (Elsene, 16 december 1948) is een Belgisch voormalig magistraat.

## Levensloop
Véronique Paulus de Châtelet is een kleindochter van kunstschilder Pierre Paulus de Châtelet. Ze studeerde rechten aan de Université libre de Bruxelles. In 1972 begon ze haar carrière als advocaat. Van 1981 tot 1989 was ze rechter in de rechtbank van eerste aanleg van Brussel. In 1982 werd ze onderzoeksrechter en in 1989 voorzitter van de rechtbank van eerste aanleg van Nijvel.
Van 1994 tot 1998 was ze voorzitter van het Vast Comité van Toezicht op de inlichtingen- en veiligheidsdiensten, kortweg Comité I. In 1998 werd ze in opvolging van Raymonde Dury gouverneur van het administratief arrondissement Brussel-Hoofdstad, een functie die ze tot haar pensionering begin 2009 bekleedde. Vicegouverneur Hugo Nys volgde haar op.
Paulus de Châtelet is of was bestuurder van het Théâtre national de la Communauté française, het cultuurfestival Europalia (tot 2023), het Centre Hospitalier Interrégional Edith Cavell (CHIREC) en de Geneeskundige Stichting Koningin Elisabeth (GSKE).